# Eleição para o Senado federal por Connecticut em 2012
A eleição para o senado do estado americano de Connecticut foi realizada em 6 de novembro de 2012, simultaneamente com as eleições para a câmara dos representantes, para o senado, para alguns governos estaduais e para o presidente da república. As primárias do partidos Republicano e Democrata foram realizadas em uma terça-feira, 14 de agosto de 2012.
O senador Joe Lieberman, um independente que apoia o Partido Democrata no Senado dos Estados Unidos, decidiu se aposentar em vez de concorrer à reeleição para um quinto mandato. Chris Murphy foi eleito senador com 55% dos votos.

## Antecedentes
Na eleição para o senado em 2006, Joe Lieberman foi derrotado na primária democrata por Ned Lamont e formou seu partido próprio, o Connecticut for Lieberman, conquistando a reeleição. Lieberman prometeu permanecer na base do partido democrata, desde então votou contra em muitas questões importantes para os democratas, na eleição de 2008, endossou o senador John McCain, ao invés de Barack Obama, apesar de sua promessa anterior de apoiar um candidato democrata á presidencia. Como consequência, a aprovação de Lieberman caíram significativamente.
Em 2006, o procurador Richard Blumenthal havia sido mencionado que se candidataria contra Lieberman, em vez disso foi eleito ao senado em 2010 depois que o senador Christopher Dodd anunciasse sua aposentadoria.
Lieberman tinha publicamente a possibilidade de concorrer como um democrata, republicano, ou um independente. No entanto, ele anunciou em 19 de janeiro de 2011 que não iria concorrer a um outro mandato.

## Primária Democrata

### Candidatos

#### Declarados
- Susan Bysiewicz, ex-secretária de estado[12]
- Chris Murphy, representante federal[13]
- William Tong, representante estadual[14]

#### Desistências
- Alec Baldwin, ator[15]
- Frank Borges, ex-tesoureiro estadual[16]
- Joe Courtney, representante federal[17]
- Rosa DeLauro, representante federal[18]
- Jim Himes, representante federal[19]
- Edward M. Kennedy, Jr., banqueiro[20]
- Ned Lamont, ex-candidato ao senado dem 2006[21]
- John Larson, representante federal[22]

### Pesquisas
| Fonte da pesquisa     | Data(s)                       | Amostra | Margem de erro | Susan Bysiewicz | Chris Murphy | William Tong | Outros | Indecididos |
| --------------------- | ----------------------------- | ------- | -------------- | --------------- | ------------ | ------------ | ------ | ----------- |
| Public Policy Polling | 26-29 de julho de 2012        | 400     | ± 4,9%         | 32%             | 49%          | —            | —      | 18%         |
| Quinnipiac            | 29 de maio-3 de junho de 2012 | 538     | ± 4,2%         | 20%             | 50%          | —            | 5%     | 24%         |
| Quinnipiac            | 14-19 de março de 2012        | 640     | ± 3,9%         | 25%             | 37%          | 4%           | 5%     | 29%         |
| Public Policy Polling | 22-25 de setembro de 2011     | 400     | ± 4,9%         | 33%             | 39%          | 8%           | —      | 19%         |
| Quinnipiac            | 8-13 de setembro de 2011      | 447     | ± 4,6%         | 26%             | 36%          | 1%           | 2%     | 35%         |
| Public Policy Polling | 17-20 de março de 2011        | 400     | ± 4,9%         | 38%             | 40%          | —            | —      | 21%         |

### Resultados
|  | Democrata | Chris Murphy    | 89.283 | 67,42% |
|  | Democrata | Susan Bysiewicz | 43.135 | 32,58% |

## Primária Republicana

### Candidatos

#### Potenciais
- Brian Hill, procurador[27]
- Michael Fedele, ex-vice-governador[28]
- L. Scott Frantz, senador estadual[29]
- Jason McCoy, prefeito de Vernon[30]
- Linda McMahon, empresária, e candidata ao senado em 2010[31]
- Chris Meek, empresário[32]
- John Ratzenberger, ator[33]
- Chris Shays, ex-representante federal[34]
- Rob Simmons, ex-representante federal[35]
- David Walker, ex-controlador geral dos Estados Unidos[36]

#### Desistencias
- Tom Foley, ex-embaixador dos Estados Unidos para a Irlanda[37]
- Peter Schiff, economista e analista financeiro[38]

### Pesquisas
| Fonte da pesquisa     | Data(s)                       | Amostra | Margem de erro | Jason McCoy | Linda McMahon | Chris Shays | Outros | Indecididos |
| --------------------- | ----------------------------- | ------- | -------------- | ----------- | ------------- | ----------- | ------ | ----------- |
| Public Policy Polling | 26-29 de julho de 2012        | 400     | ± 4,9%         | —           | 68%           | 20%         | —      | 12%         |
| Quinnipiac            | 29 de maio-3 de junho de 2012 | 381     | ± 5,0%         | —           | 59%           | 30%         | 1%     | 9%          |
| Quinnipiac            | 14-19 de março de 2012        | 429     | ± 4,7%         | —           | 51%           | 42%         | 1%     | 6%          |
| Public Policy Polling | 22-25 de setembro de 2011     | 400     | ± 4,9%         | 3%          | 60%           | 27%         | —      | 10%         |
| Quinnipiac            | 8-13 de setembro de 2011      | 332     | ± 5,4%         | —           | 50%           | 35%         | 2%     | 12%         |

### Resultados
|  | Republicano | Linda McMahon | 83.413 | 72,71% |
|  | Republicano | Chris Shays   | 31.305 | 27,21% |

## Eleição geral

### Candidatos
- Linda McMahon (Republicano), empresária e candidata ao senado em 2010
- Chris Murphy (Democrata), representante dos Estados Unidos

### Campanha
Susan Bysiewicz foi o primeiro a declarar-se candidato. No entanto, em março de 2011 Chris Murphy tinha arrecadado mais de 1 milhão de dólares, mais que Susan Bysiewicz, que havia arrecadado 500.000 dólares. Murphy havia vencido a eleição para 5º distrito congressional de Connecticut, que tem uma tendência de eleger representantes republicanos. Bysiewicz, foi secretária de Estado de Connecticut. William Tong é representante estadual, entrou na eleição divulgando sua biografia como o filho de imigrantes chineses que trabalham em um restaurante. Em janeiro Matthew John Oakes anunciou sua candidatura.
Houve especulações sobre a candidatura de Linda McMahon, que tinha se candidatado na eleição de 2010. Ela perdeu a eleição geral, mas arrecadou 5 vezes mais que o senador eleito Richard Blumenthal e teve uma organização política bem estabelecida. McMahon se reuniu com o seu consultor na campanha de 2010 para rever os resultados da eleição, e disse que ela estava pretendendo se candidatar. O representante Chris Shays declarou candidatura em agosto de 2011, destacando o seu envolvimento no Iraque e Afeganistão. A campanha de Shays também ganhou força quando uma série de pesquisas independentes mostravam o crescimento do candidato nas pesquisas, enquanto as mesmas pesquisas mostravam que McMahon perderia para os principais candidatos democratas. A campanha de Shays argumentou sobre a elegibilidade de ex-congressistas e os altos gastos da campanha de McMahon em 2010, McMahon desembolsou 50 milhões de dólares em 2010.
Em julho de 2012, Shays declarou que não iria apoiar McMahon caso ela ganhasse primária. Shays declarou: "eu acho que ela é uma candidata terrível e acho que ela seria uma senadora terrível." Embora ele disse que não iria apoiar Chris Murphy caso ele vencesse a primária democrata.

### Arrecadação
| Candidato (partido)                | Receitas    | Desembolsos | Dinheiro em caixa | Dívida     |
| ---------------------------------- | ----------- | ----------- | ----------------- | ---------- |
| Chris Murphy (D)                   | $5,636,604  | $3,108,572  | $2,528,033        | $0         |
| Linda McMahon (R)                  | $14,140,956 | $11,806,753 | $2,437,760        | $8,047,883 |
| Fonte: Federal Election Commission |             |             |                   |            |

### Pesquisas
| Fonte da pesquisa                          | Data(s)                             | Amostra | Margem de erro | Chris Murphy (D) | Linda McMahon (R) | Indecisos |
| ------------------------------------------ | ----------------------------------- | ------- | -------------- | ---------------- | ----------------- | --------- |
| Public Policy Polling/LCV                  | 15-16 de outubro de 2012            | 1.015   | ± 3,1%         | 48%              | 44%               | 8%        |
| University of Connecticut/Hartford Courant | 11-16 de outubro de 2012            | 574     | ± 4%           | 44%              | 38%               | 17%       |
| Siena Research Institute                   | 4-14 de outubro de 2012             | 552     | ± 4,2%         | 46%              | 44%               | 8%        |
| Rasmussen Reports                          | 7 de outubro de 2012                | 500     | ± 4,5%         | 51%              | 46%               | 2%        |
| Quinnipiac University Poll                 | 28 de setembro-2 de outubro de 2012 | 1.696   | ± 2,5%         | 47%              | 48%               | –         |
| Public Policy Polling                      | 24-26 de setembro de 2012           | 801     | ± 3,5%         | 48%              | 42%               | –         |
| University of Connecticut/Hartford Courant | 11-16 de setembro de 2012           | 517     | ± 4,0%         | 37%              | 33%               | 28%       |
| Quinnipiac                                 | 22-26 de agosto de 2012             | 1.472   | ± 2,6%         | 46%              | 49%               | 4%        |
| Public Policy Polling                      | 22-23 de agosto de 2012             | 881     | ± 3,3%         | 48%              | 44%               | 8%        |
| Rasmussen Reports                          | 21 de agosto de 2012                | 500     | ± 4,5%         | 46%              | 49%               | 5%        |
| Public Policy Polling                      | 26-29 de julho de 2012              | 771     | ± 3,5%         | 50%              | 42%               | 8%        |
| Quinnipiac                                 | 29 de maio-3 de junho de 2012       | 1.408   | ± 2,6%         | 46%              | 43%               | 9%        |
| Quinnipiac                                 | 14-19 de março de 2012              | 1.622   | ± 2,4%         | 52%              | 37%               | 9%        |
| Public Policy Polling                      | 22-25 de setembro de 2011           | 592     | ± 4,0%         | 50%              | 43%               | 6%        |
| Quinnipiac                                 | 8-13 de setembro de 2011            | 1.230   | ± 2,8%         | 49%              | 38%               | 11%       |
| Public Policy Polling                      | 17-20 de março de 2011              | 822     | ± 3,4%         | 54%              | 38%               | 9%        |

### Resultados
|  | Democrata   | Chris Murphy  | 815.077 | 55,2% |
|  | Republicano | Linda McMahon | 637.857 | 43,2% |
|  | Total:      |               |         |       |